# Argemone hispida
Argemone hispida är en vallmoväxtart som beskrevs av Asa Gray. Argemone hispida ingår i släktet taggvallmor, och familjen vallmoväxter. Inga underarter finns listade i Catalogue of Life.